# Koçi Bei
Koçi Bei foi um estadista otomano do século XVII. Ele foi educado na Escola Enderun.
Ele ocupou vários cargos no governo durante os reinados dos sultões Murade IV (r. 1623–1640) e Ibraim I (r. 1640–1648). Juntamente com Murade IV, ele viajou para Baguedade, onde compôs seu primeiro risale (tratado didático). Durante o reinado do sultão, Ibrahim foi consultor do sultão e escreveu um segundo risale. Em seus tratados, ele analisa as causas da crise da economia, do exército e das estruturas políticas do Império Otomano, critica as autoridades locais, a quem ele acusa de corrupção.
Os risalets de Koçi Bei são as análises mais significativas da sociedade otomana desde o século XVII. Criadas em um período extremamente difícil para o estado otomano durante um Sultanato das Mulheres sob seu domínio, elas contêm uma análise sóbria dos processos destrutivos que ocorrem no império. Koçi Bei propôs reformas governamentais sérias e profundas para tirar a sociedade otomana da crise. Como referência, o autor aponta para o reinado do sultão Solimão I. Koçi Bei, ao contrário de seus antecessores e seguidores, não poupou as palavras críticas com as quais descreveu a situação no Império Otomano. Ele considerou o ano da morte do sultão Selim II (1574) um momento decisivo na história otomana, após o qual começou um período de declínio mais profundo. A gestão dos timars e ziamets, bem como a condição do corpo de janízaros, é de importância fundamental para a Baía de Koçi. O declínio da meritocracia levou a um declínio no governo, de acordo com Koçi Bei. Também propõe uma redução da carga tributária sobre a população do Império Otomano.
Graças a suas ideias críticas, se tornou o primeiro conselheiro do jovem e enérgico Murade IV, que manteve sua posição com o sucessor Ibraim I. Depois que o sultão Ibrahim foi derrubado, Koçi Bei caiu em desfavor. Ele morreu em Istambul pouco antes de o Grão-vizir passar para a Família Köprülü. Seus restos mortais foram transferidos para sua terra natal, Korçë. 